# Bonnie Bassler
Bonnie Lynn Bassler FRS (Chicago, 1962) é uma biologista molecular estadunidense. É professora da Universidade de Princeton desde 1994. Em 2002 recebeu uma bolsa MacArthur.

## Vida
Nasceu em Chicago e cresceu em Danville, Califórnia. Bassler recebeu um Bachelor of Science em bioquímica da Universidade da Califórnia em Davis e um Ph.D. em bioquímica da Universidade Johns Hopkins. Fez contribuições fundamentais sobre o mecanismo pelo qual as bactérias se comunicam, conhecido como quorum sensing.

## Prêmios e condecorações
Bassler foi eleita para a Academia Nacional de Ciências dos Estados Unidos em 2006. Foi eleita fellow da Academia de Artes e Ciências dos Estados Unidos em 2007. Em 2008 recebeu um "reconhecimento especial" do Conselho Cultural Mundial.
Bonnie Bassler recebeu o Prêmios L'Oréal-UNESCO para mulheres em ciência de 2012. Recebeu com Everett Peter Greenberg da Universidade de Washington o Prêmio Shaw de Biologia e Medicina de 2015.
- Prêmio Wiley de Ciências Biomédicas (2009), Prêmio Richard Lounsbery (2011), Prêmio Shaw (2015), Prêmio FASEB de Excelência em Ciência (2016), Prêmio Pearl Meister Greengard (2016)
- 2018: Prêmio Ernst Schering
- 2020: Medalha Genetics Society of America
- 2021: Prêmio Paul Ehrlich e Ludwig Darmstaedter[9]